# دهستان میرده
دهستان میرده دهستانی در بخش مرکزی شهرستان سقز، استان کردستان در ایران است. بر اساس سرشماری مرکز آمار ایران در سال ۱۳۸۵، جمعیت آن ۶۳۲۲ نفر (۱۱۳۱ خانوار) بوده‌است.